# La Sure en Chartreuse
La Sure en Chartreuse is een fusiegemeente (commune nouvelle) in het Franse departement Isère (regio Auvergne-Rhône-Alpes). De plaats maakt deel uit van het arrondissement Grenoble. La Sure en Chartreuse is op 1 januari 2017 ontstaan door de fusie van de gemeenten Pommiers-la-Placette en Saint-Julien-de-Raz. De gemeente telde 1.060 inwoners op 1 januari 2022.

## Geografie
De oppervlakte van La Sure en Chartreuse bedroeg op 1 januari 2022 27,73 vierkante kilometer; de bevolkingsdichtheid was toen 38,2 inwoners per km².

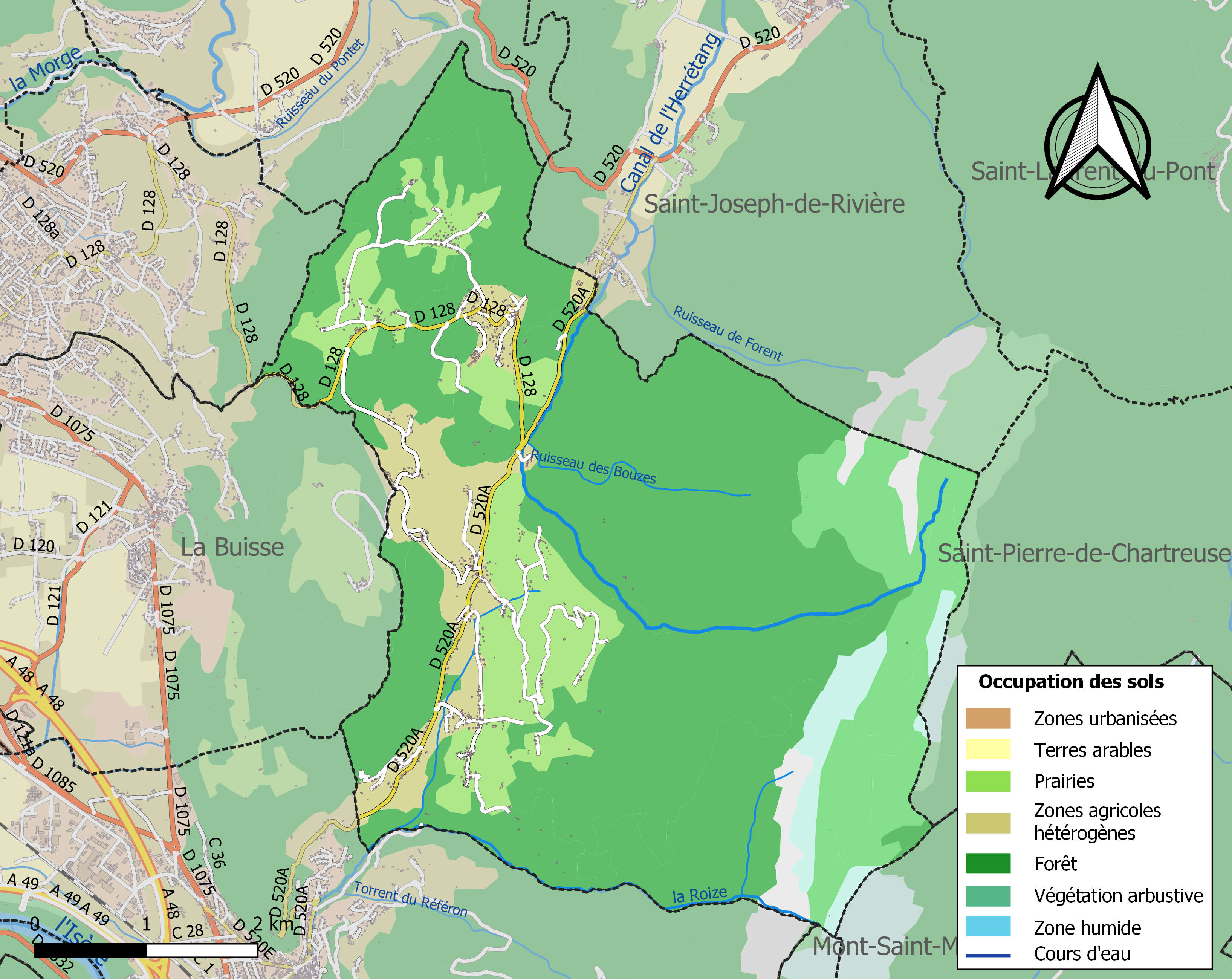
Kaart van de gemeente met de belangrijkste infrastructuur, bodemgebruik en omliggende gemeenten